# Jacqueline Plessis
Pour les articles homonymes, voir Plessis (homonymie).
Jacqueline Marguerite Marie Victoire Christin dite Jacqueline Plessis, née le 9 novembre 1918 au Havre (Seine-Maritime), et morte le 18 décembre 2019 à  Espira-de-l'Agly (Pyrénées-Orientales), est une productrice et actrice de théâtre et de cinéma française.

## Biographie
Jacqueline Plessis commence sa carrière comme comédienne de théâtre ; elle joue notamment avec Albert Préjean et Françoise Dorléac. Pendant la Seconde Guerre mondiale, elle entre dans la Résistance française.
Elle poursuit sa carrière dans le cinéma, avec des réalisateurs comme Vittorio De Sica ou Sacha Guitry et des partenaires de scène comme Jean Marais, Martine Carol ou Jean Carmet.
Derrière les caméras, elle est assistante technique puis productrice pour l'ORTF (des émissions de télévision, 75 documentaires d'arts pour Les Grandes Expositions et des courts métrages sur les arts littéraires et plastiques).
Après avoir vécu à Neuilly-Plaisance (Seine-Saint-Denis), ville dont elle a longtemps été conseillère municipale, elle vit à Perpignan.
Jacqueline Plessis était l'épouse de l'écrivain Henri Bernadac, décédé en 1989, ancien avocat à la Cour, ancien résistant. Leur fils unique, Jean-Claude, né à Cannes le 17 décembre 1942, vit près de Perpignan avec sa femme Dominique. Ils ont trois enfants, Faustine, Tiphaine et Thibaut.
Ses loisirs sont la poésie et la sculpture.

## Filmographie

### Cinéma
- 1942 : Les Petits Riens de Raymond Leboursier
- 1946 : On demande un ménage de Maurice Cam
- 1947 : Perdu dans les ténèbres de Camillo Mastrocinque (Livia)
- 1948 : Si jeunesse savait de André Cerf (la cliente)
- 1948 : Lohengrin de Max Calandri
- 1949 : Femmina incatenata de Giuseppe De Martino
- 1950 : La Mujer, el torero y el toro de Fernando Butragueno
- 1950 : La taverna della libertà de Maurice Cam
- 1951 : La vendetta di una pazza de Pino Mercanti (Ginna)
- 1952 : Les Sept Péchés capitaux de Jean Dréville (La Paresse)
- 1955 : Nana de Christian-Jaque (l'impératrice Eugénie)
- 1955 : Le Village magique de Jean-Paul Le Chanois (Colette)
- 1956 : Si Paris nous était conté de Sacha Guitry (la reine Éléonore)
- 1957 : Bonjour la chance de Guy Lefranc

### Télévision
- 1969 : Sainte Jeanne de Claude Loursais (la dame de la Tremoille)

## Distinctions
- Chevalier de l'ordre des Arts et des Lettres
- Sociétaire de la Société des gens de lettres de France
- Sociétaire de la Société Civile des Auteurs Multimédia